# Schloss Le Sart

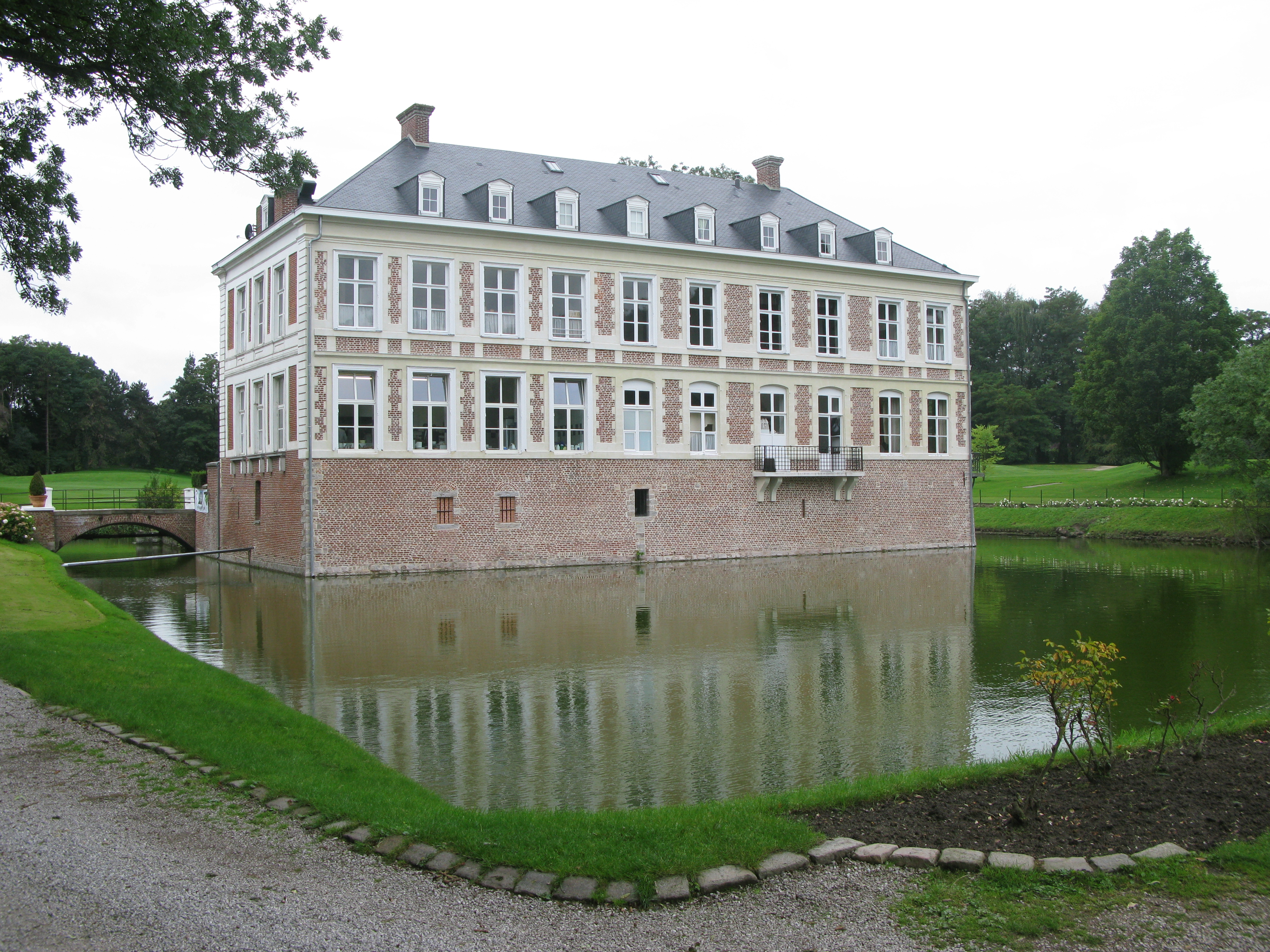
Schloss Le Sart

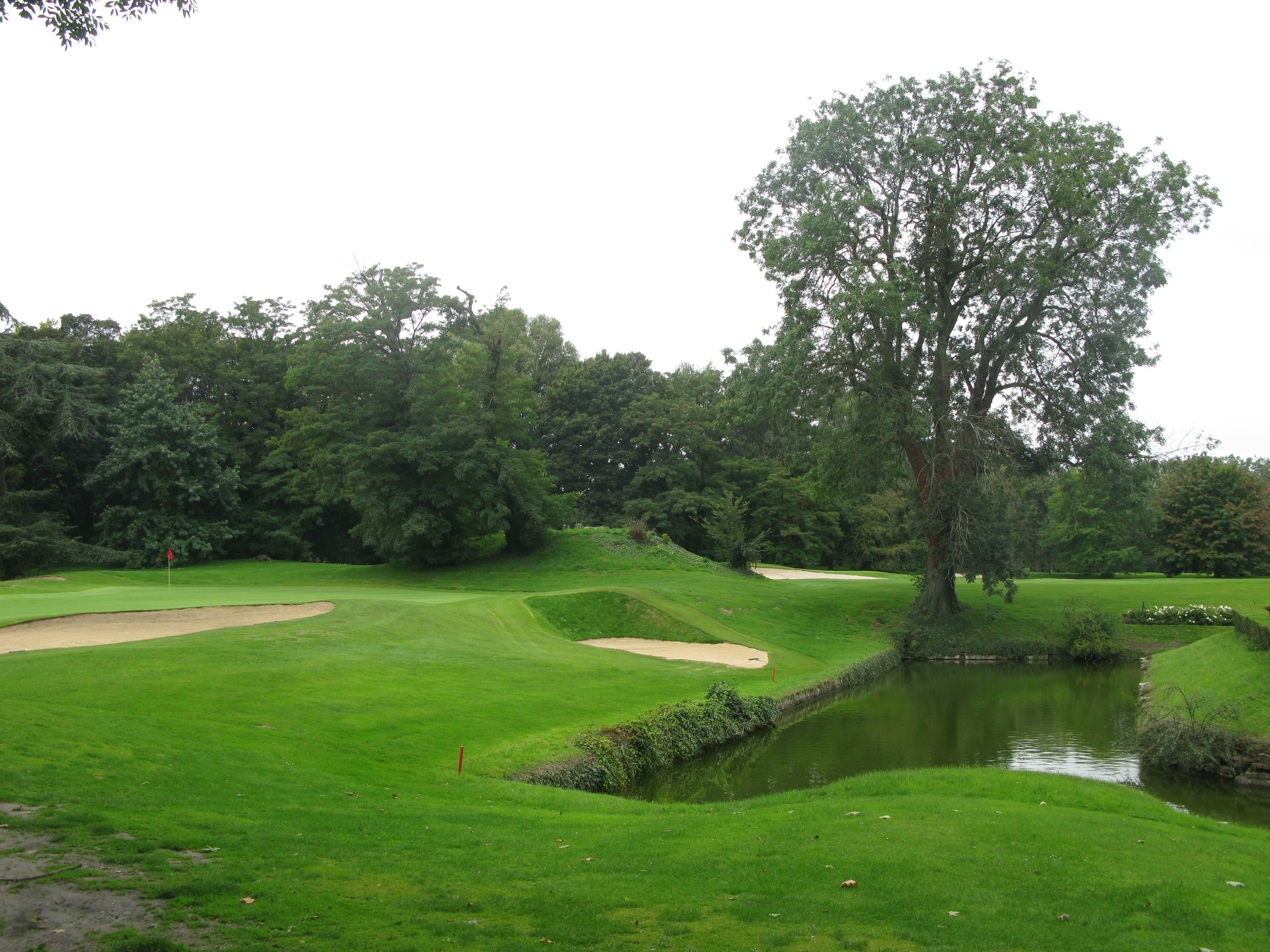
Golfplatz im Schlosspark

Das Schloss Le Sart steht im Viertel Le Sart-Babylone der französischen Stadt Villeneuve-d’Ascq im Département Nord. Das Wasserschloss ist ein Gebäude im klassizistischen Stil aus rotem Backstein und weißem Kalkstein.

## Geschichte
Das Schloss wurde 1740 erbaut, aber nur selten von seinen Eigentümern, den Herren von Fourmestraux, bewohnt. Es beherbergte die sehr umfangreiche Bibliothek Van Der Cruisse de Waziers, die während des Ersten Weltkrieges von deutschen Truppen zerstört wurde.
Im Hof der einstigen Wirtschaftsgebäude des Schlosses steht ein polygonaler Taubenturm, der 1761 errichtet wurde und seit Dezember 1988 als Monument historique unter Denkmalschutz steht.
Seit der Schlosspark zu einem Golfplatz mit 18 Löchern umgebaut worden ist, dient das Schlossgebäude als Clubhaus für den dort ansässigen Golfclub.